# 了春刀
了春刀（日语：りょう はると），日本男性漫畫家。住在東京都。2009年 - 2010年、於YOUNG GANGAN上進行『兇妹』的初次連載。2012年到2013年之間、進行將電視劇・電影『SPEC～警視廳公安部公安第五課 未詳事件特別對策係事件簿～』系列改編為漫畫作品。

## 作品
- 兇妹（イビツ）（2010年、史克威爾艾尼克斯、YOUNG GANGAN 於2009年20號 - 2010年12號、全2卷）
- 『SPEC〜警視廳公安部公安第五課 未詳事件特別對策係事件簿〜』系列關連作
  - SPEC〜零〜（全1卷、角川書店、Young Ace 2012年2月號 - 5月號） - 原案：西荻弓絵、腳本：里中静流。
  - SPEC〜天〜（全2卷、2012年、角川書店、Young Ace） - 原作：西荻弓絵。
  - SPEC〜結〜（全2卷、2013年、角川書店、Young Ace） - 原作：西荻弓絵。

## 外部連結
- 了春刀的漫畫部落格 （页面存档备份，存于） - 公式網站（日語）
- 了春刀的X（前Twitter）